# Мансур, Ахмад Субхи
Ахмад Субхи Мансур (араб. أحمد صبحي منصور‎; родился 1 марта 1949 года) — египетско-американский активист и учёный-коранист, занимающийся исламской историей, культурой, теологией и политикой. В 1987 году он был уволен из Университета Аль-Азхар после выражения своих коранистских взглядов. Мансур был изгнан из Египта и живёт в Соединённых Штатах в качестве политического беженца. В Соединённых Штатах он создал веб-сайт Ahl-Alquran. Является автором 24 книг и 500 статей на арабском языке, посвященных многим аспектам исламской истории, культуры и религии. Глава Международного центра Корана.